# パズドラバトル
『パズドラバトル』は、ガンホー・オンライン・エンターテイメントより配信されているiOS・Android用ゲームアプリ。同社のパズルRPG『パズル&ドラゴンズ』（パズドラ）の派生アプリである。略称は『パズバト』。2016年3月17日サービス開始。
サービス開始当初のタイトルは『パズドラレーダー』で、2020年3月2日実施のメジャーアップデートにて現タイトルへ変更された。

## 概要
『パズル&ドラゴンズ』をテーマとし、GPS機能を使用した探索ゲーム（位置情報ゲーム）で、画面上に現れるドロップやトレジャーを入手し、壁紙やダンジョン、モンスターと交換できる。2016年2月19日開催の「パズドラ4周年記念生放送inニコファーレ」の中でリリースされることが発表された。元々は別のゲームとして開発していたが、パズドラの既存ユーザーを取り込むためにこの形となったとしている。
パズドラ本編との連動機能があり、パズドラ本編のアプリからパズドラバトルとの連動を設定することで、同アプリで入手したダンジョンやモンスターが使用可能になる。壁紙はパズドラ本編のアカウントがなくても入手可能である。
ダンジョンやモンスターは、パズドラ本編のゲーム内メールで届くが、2016年7月6日のパズドラ本編におけるアップデート以降、メールの受取期限（受取日から365日）が設定され、期限を過ぎると受け取れなくなる。なお、2017年9月の本編アップデート以降受け取り分については60日以内となっている。

## ゲームシステム

### 探索
マップ
マップスケールは1km、5km、10km（いずれも直径）の3種類ある。サーチボタンを押すと周囲1km以内にドロップが出現し、ドロップをタップすると手に入れることができる。また、繋げてドロップを消すとコンボが成立する。多くコンボをすると、ドロップがより多く手に入ることがある。サーチボタンは最大4回まで使え、15分で1回分たまる。同じ場所で連続してサーチしてもドロップは出ない。まれに、後述のトレジャーが出現する。
ドロップ
ドロップは火、水、木、光、闇、そしてレアな虹の6種類存在する。ドロップを多く集めるとキャラクターの壁紙、ダンジョン、モンスターを手に入れることができる。ただし、ダンジョン、モンスターの入手には本編との連動が必要である。
トレジャー
トレジャーはダンジョンのもとになるもので、マップ上で集めることができる。サーチボタンを押すと周囲5km以内にあるトレジャーの内容が表示され、1km以内にあるものが入手可能になる。多く集めると、ゲリラダンジョン等を手に入れることができる。ダンジョンの種類によって、必要なトレジャーの数が異なる。
本アプリリリース後に開催されている「ガンホーフェスティバル」等のイベントにおいて、会場限定のトレジャーが配信されることがある。
モンスターメモリー（旧称 : モンスターメダル）
バージョン1.5.0にて実装。ドロップやトレジャー同様、マップ上に出現する。入手したモンスターメモリーは「コレクション」コマンドで確認できる。モンスターメモリー1種類につき9個まで所持でき、集めたメダルの数・種類によって、達成報酬としてパズドラ本編で使用できるダンジョン等が入手できる。この他、『パズドラクロス』との連動玩具である「アーマードロップ」およびテレビアニメ『パズドラ』の関連玩具「モンスターメモリー」の裏にあるQRコードを読み込むことでもメモリーを入手可能。
助っ人
本編との連動でリーダーを設定すると、そのキャラクターと同じキャラクターをリーダーで使用している近くのプレイヤーが表示される。助っ人に設定すると、本編でレーダーの助っ人として使用できる。

### 対戦モード
2017年10月12日実施のVer.2.0にて実装。集めたモンスターとリーダー（旧称 : ソウルアーマー）で他のプレイヤーと対戦できる。基本的なシステムは『パズドラクロス』の対戦モードを踏襲している。
対戦には「部屋を作って対戦する」と「オートマッチで対戦する」がある。また、不定期にプレイヤー同士でバトルポイント（BP）を競い合う「ランキングバトル」が開催される。

## 対応機種
- iOS 12.0以降のGPS機能が搭載された端末（リリース当初は7.0以降）
- Android 6.0以降のGPS機能が搭載された端末（リリース当初は4.0以降）

Kindle Fireではパズドラ本編は利用可能であるが、当アプリは非対応である。また、Wi-Fiのみに対応している端末の動作は保証されていない。

## 歴史
- 2016年
  - 3月17日 - 前身である『パズドラレーダー』配信開始。
  - 3月31日 - Ver.1.0.4 : マップ画面上の緯度・経度表示のON/OFF機能を追加。現在の方角が表示されるようになる[5]。
  - 4月20日 - Ver.1.0.5 : 既に出現したドロップが、サーチした場所から移動しても画面上に残るように変更[6]。しかし同日、Androidにおいて出現したドロップが消失する不具合が発生したため、ドロップの出現を一時停止[7]。
  - 5月2日 - Ver.1.0.6 : 不具合を修正[6][7]。同日よりドロップの出現を再開。
  - 7月28日 - Ver.1.3.0 : 同日発売された『パズドラクロス 神の章/龍の章』との連動に対応[8]。
  - 9月8日 - Ver.1.5.0 : モンスターメダルを集めて達成報酬を手に入れる「コレクション機能」を追加[9]。
  - 12月6日 - Ver.1.7.0 : 有料アイテム「ゴールド」を実装（それに伴い、「資金決済法に基づく表示」・「特定商取引法に基づく表示」コマンドが追加されている）。最後にサーチした範囲が表示されるようになる[10]。
- 2017年
  - 2月16日 - パズドラ本編のバージョン10.0アップデートにより、パズドラ本編のタイトル画面から当アプリを直接起動可能になる[11]。
  - 10月12日 - Ver.2.0 : 全面的にリニューアルされ、新たに対戦モードを実装。レーダーポイントを追加し、対戦モード用のソウルアーマーが入手できるレアガチャ・レーダーポイントガチャを実装。各ドロップの最大所持数が99から999に増加。配信トレジャーと交換可能ダンジョンを一部変更。ゲーム内メールの受取期限が60日になる[4]。
- 2018年
  - 1月18日 - Ver.2.2 : App Store審査ガイドライン改定への対応のため、レアガチャにおけるソウルアーマー（リーダー）ごとの的中確率が表示されるようになる[12][13]。
  - 2月21日 - Ver.2.3 : 「ソウルアーマー」を「リーダー」へ、「モンスターメダル」を「モンスターメモリー」へ名称を変更。対戦モードにおけるドロップの基本操作時間を4秒から5秒へ変更[14][15]。
  - 3月22日 - Ver.2.3.2 : Androidの対応バージョンを5.0以降に変更[16]。
  - 5月21日 - Ver.2.5 : リーダーの所持スキルをレーダーポイントを使用して変更可能になる[17]。
  - 11月5日 - Ver.2.8 : iOSの対応バージョンを10.0以降に変更[18]。
- 2019年
  - 2月26日 - Ver.3.0 : バトルに「1人プレイ」を追加[19]。
  - 3月18日 - Ver.3.1 : 1人プレイにスコアアタックダンジョンを追加[20]。
- 2020年
  - 3月2日 - Ver.4.0 :初のメジャーアップデート。アプリタイトルを『パズドラバトル』へ変更。バトル機能がリニューアルされ、シーズン制を導入、シーズンパス・1ウィークパスを販売開始。レーダーポイントの呼称を「モンスターポイント」に変更。一部リーダー、モンスターを削除[1][21]。また、対応OSをiOS 12以降、Android 6以降に変更[22]。